# Marie Chassevant
Marie Chassevant (Alençon, 31 augustus 1836 - Genève, 22 februari 1914) was een Franse muziekpedagoge.

## Biografie
Marie Chassevant was een dochter van Julien Chassevant, een wiskundige. Ze woonde eerst in Parijs en later in Genève. Als muziekpedagoge bracht ze vernieuwing in de muziektheorie en muzikale initiatie door zich te laten inspireren door de methoden van pedagogen Marie Pape-Carpentier en Friedrich Fröbel. Van 1895 tot 1912 was ze lerares muziektheorie voor kinderen aan het conservatorium van Genève. Ze genoot veel succes in Zwitserland en de rest van Europa en leidde vervolgens een groot aantal leraren op. Ze maakte het leren van muziek aangenaam met behulp van eenvoudige afbeeldingen en een keyboardtrainer. Haar methodes werd gebruikt tot ongeveer 1970. Een muziekboek draagt nog steeds haar naam in 1997.